# Ходаківський Олександр Володимирович

Ходако́вський (Ходакі́вський) Олекса́ндр Володи́мирович (31 жовтня 1954 - 7 жовтня 2018) — педагог, композитор, винахідник музичного інструмента, заслужений діяч мистецтв України (2007 р.). Фундатор та перший педагог класів класичної гітари в Житомирському музичному училищі ім. В. С. Косенка (1981 р.), житомирських музичних школах № 1 ім. Б. Лятошинського та № 3.

## Творчість
Співпрацює з Житомирським музично-драматичним театром ім. І. Кочерги та Житомирським академічним театром ляльок, на замовлення яких створює музику до вистав.
Член Національної всеукраїнської музичної спілки (1990 р). Автор мистецьких та просвітницьких програм із дослідження історії розвитку гітари на Волині-Житомирщині, етномелосу Полісся.
Створює концепцію «Міжнародної Мандрівної Академії Гітари» (ММАГ). Автор щорічних концертних програм «Гітара — ніжна любов мого серця» (пам'яті М. Д. Соколовського), «Гітаріс-сімо», «Виднокола струни та звуку», «Гітара: класицизм, романтизм, авангард». На ці концерти до Житомира запрошує провідних гітаристів: О. Бойка, з. а. України — В. Жадько, А. Остапенка, В. Доценка, а також актив ММАГ — випускників класу.
Автор проекту «Вісім концертів гітари в містах області», який сприяв відкриттю класів гітари в музичних школах районних центрів Житомирщини. У 2006 р. художній керівник Житомирського фестивалю «Гітаріссімо».
У 1997—2009 співпрацює з режисерами: нар. артистами України С. Єфремовим (м. Київ), Г. Артеменком (Житомир), з.а. України В. Савченком (Житомир), І. Цукановою (Миколаїв), М. Урицьким (Сімферополь).
Бере участь в мистецьких конкурсах та фестивалях: Всеукраїнський фестиваль-конкурс «Червона Рута», 1993 — І відзнака (композитор). Міжнародний конкурс «Голос Азії», 1994, м. Алма-Ата — диплом «Найкращому композитору конкурсу Голос Азії, 1994».
Концерти «Zhitomir guitar duo with programs: GUITAR — SWEET LOVE IN MY HEART» в містах: Прага, Штірін, Кутна Гора (Чехія), Братислава (Словаччина), 1993. Фестиваль старовинної музики в «Hohanes costel» — Зальцбург, Інсбрук (Австрія), 1994. Міжнародний фестиваль академічних театрів ляльок «Подільська лялька», м. Вінниця, 2001 — диплом лауреата ІІІ ступеня.
У 2005 р. диплом „За найкращу музику до вистав «Мій хазяїн Дон Жуан» та «Принцеса на горошині»“. Міжнародний фестиваль академічних театрів ляльок, м. Катовіце (Польща), 2006. XVIII Світовий фестиваль-конкурс ім. Марії Конопніцької, м. Пшедбуж (Польща), 2009 — диплом лауреата ІІІ ступеня.
2010 — Концерти випускників класу в національній академії музики ім. П. І. Чайковського, музеї ім.. М. Лисенка. Методична доповідь «Виконавське мистецтво віртуозів» в Національній філармонії на запрошення фестивалю гітари Київ-2010.
2011 — Концерти в костелі Св. Софії, концерт класичної гітари в Михайлівському соборі, музичному училищі ім. В. С. Косенка.
Автор винаходу струнного музичного інструмента (патент на корисну модель № 35657 в державному реєстрі патентів України на винаходи 25.09.2008). Серед більш ніж 100 вихованців класу — викладачі дитячих музичних шкіл області, Житомирського училища культури та мистецтв ім. І. Огієнка, солісти, артисти оркестрів, музикознавці. 10 лауреатів та дипломантів національних і міжнародних конкурсів класичної гітари, серед яких: 3-ї премії на міжнародному конкурсі ГІТАС — 2009 в м. Києві удостоєний С. Горкуша. А. Руда здобула вчену ступінь — доктор музикології. А. Крижанівський продовжив навчання в аспірантурі Національної академії музики ім. П. І. Чайковського.

## Державні відзнаки
- Грамоти Житомирської обласної ради — 1987, 1995, 2005, 2009
- Міністерства культури України — 2000
- Орден «За заслуги» І ступеня — 2008, Російський нагородний комітет (м. Москва).

## Музично-хореографічні композиції
- «Гуки», сл. В. Шинкарука — для солістки, хору та балету, 1993;
- «Пригадай», сл. А. Малишка, 1993;
- «Зозуленька», сл. О. Бердника, 1991;
- «Kubek», «Kuku-lecka», сл. Марії Конопніцької (Польща), 2005;
- «Romantyka», «Cante Jezu», сл. Ізабелли Зубко (Польща) — для вокальної групи та органу, 2009;
- Урочистий гімн на честь візиту в Україну Іоана Павла ІІ для хору та оркестру. Пісня «Каюсь», сл. сестри Л. Саганівської, 2001;
- Гімн Житомиру — для хору, 2006;
- Хореографічна сюїта для ансамблю «Аванте» (Вулиця Пухнастих, Урок Танцю, Українська Мобілочка, Таранта), 2006;
- Хореографічна сюїта «Сон Роксолани», 2008;
- «Mon Amore», «Tango in red» — два танго, 1997;
- «Метаграми» — п'ять творів для гітари соло, 1990—2007;
- Етюди для гітари-соло, 2007;
- Український віночок № 1,2,3 для дуету гітар, 1999—2005;
- Дві імпровізації: на тему Р. Еванса «Mona Lisa» та на тему «Once» Ш. Брукса — для дуету гітар, 1997;
- «Return from a far», «In Memory» — дві метаграми для камерного ансамблю пам'яті О. Стецюка, 2007;
- «Гуки-2» — поліська сюїта для камерного оркестру, 2008;
- «Веселка Полісся», сл. Н. Міжигурської — гімн фестивалю польської культури на Житомирщині — для хору, 2009;
- Хореографічна сюїта «Квітка Азії», 2010.

## Музика до театральних вистав
- Я. Стельмах. «Коханий нелюб або приборкання непокірливого» — мюзикл, 2001;
- І. Кочерга. «Фея гіркого мигдалю», 2003;
- С. Єфремов. «Мій хазяїн Дон Жуан», 2005;
- М. Пономаренко. «Весела Квампанія», 1997;
- Ян Осниця, Ян Вільковський. «Гіньоль в Парижі», 2000;
- Ю. Тарасенко. «Леся і Ведмідь», 1999;
- М. Пономаренко. «Котигорошенко або казка про Добро», 1998;
- Іван Ґедзь. «Козацькі забави», 1997;
- Ю. Чеповецький. «Клоун та мишенятко Мицик!», 2001;
- Н. Осипова. «Півтори Жмені, або Як ягнятко мандрувало», 2009;
- Г. Андерсен. «Гидке каченя», 2006;
- Н. Бура. «Принцеса на горошині», 2009;
- І. Цуканова. «Театр Папы Карло», 2003;
- Н. Бура. «В ожидании Принца», 2005;
- В. Бугайов. «Кришталевий черевичок», 1996;
- В. Соллогуб. «Біда від ніжного серця», 2006;
- В. Зуєв. «Дитячий світ» для театру ім. І. Крашевського, 2010;
- О. Бердник. «Тартар», 2005.

## Науково-методичні роботи
- Ходаковський О. В. «Майстер-клас гітари». — Житомир: «Волинь», 2004. −36 с., іл.;
- Копоть І.Є, Ходаковський О. В. «Виднокола гітари»: Історія заснування класу гітари в Житомирському державному музичному училищі ім. В. С. Косенка. — Житомир: «Волинь», 2004. — 68 с., іл.;
- Ходаковський О. «Видатний співець гітари з Волині». Матеріали Всеукраїнської науково-краєзнавчої конференції, присвяченої 130-річчю Житомирської обласної наукової універсальної бібліотеки. — Житомир: ВКФ Поліграфіка, 1996;
- Ходаковський О. В. Виконавське мистецтво віртуозів XIX століття. Гітарист Марк Соколовський (1818—1883) // Збірник наукових праць „Проблеми взаємодії мистецтва, педагогіки та теорії і практики освіти «Гітара, як звуковий образ світу: виконавське мистецтво та наука»“. П78-Харків: ХДУМ ім. І. П. Котляревського, 2008. — випуск 23.
- Ходаковський О. В. Традиції та авангард у композиціях для гітари — Харків: ХДУМ ім. І. П. Котляревського, 2011. — випуск 31.